# Nord-West Oelleitung
Koordinaten: 53° 33′ 17″ N, 8° 9′ 30″ O

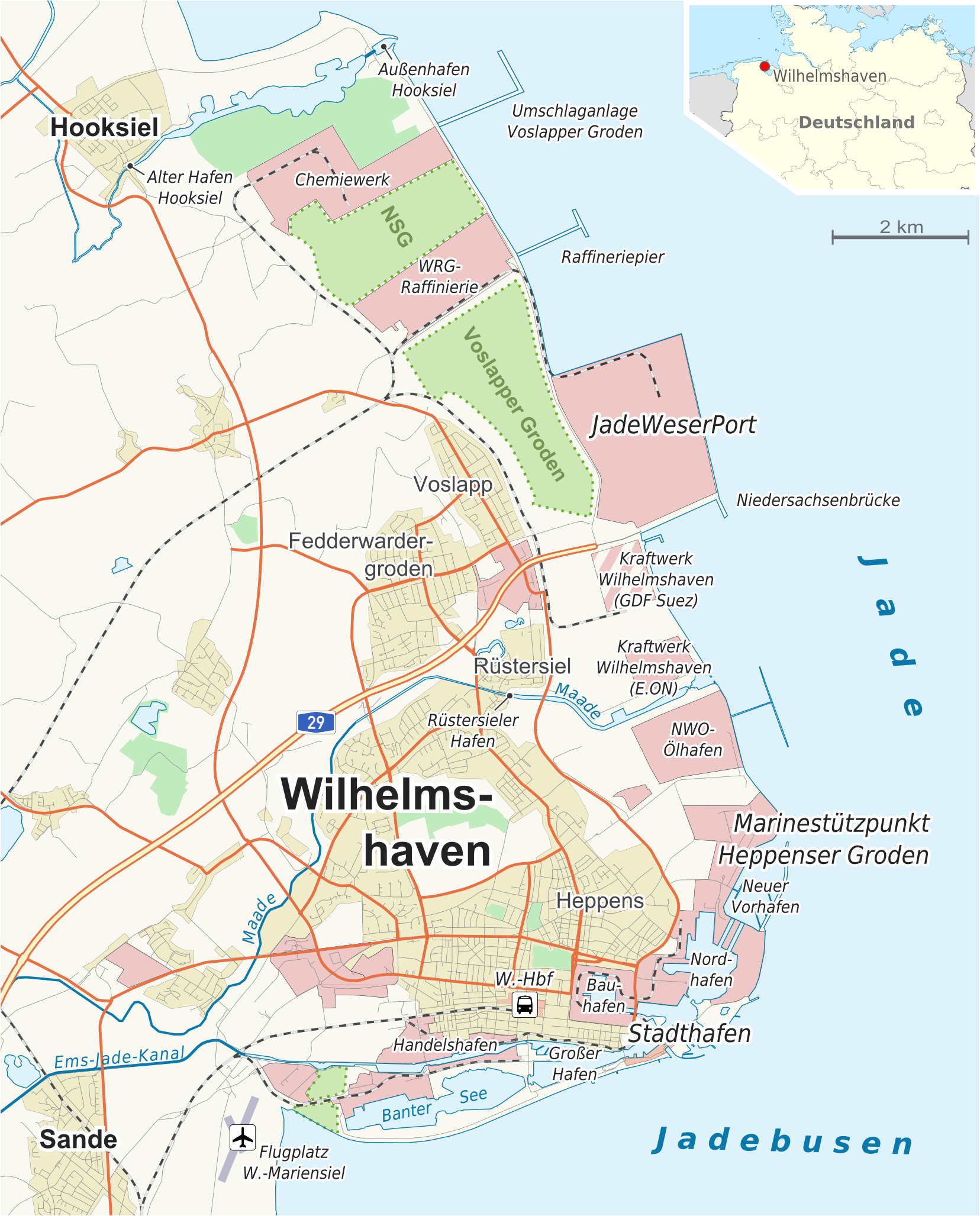
Lage des Wilhelmshavener Ölhafens

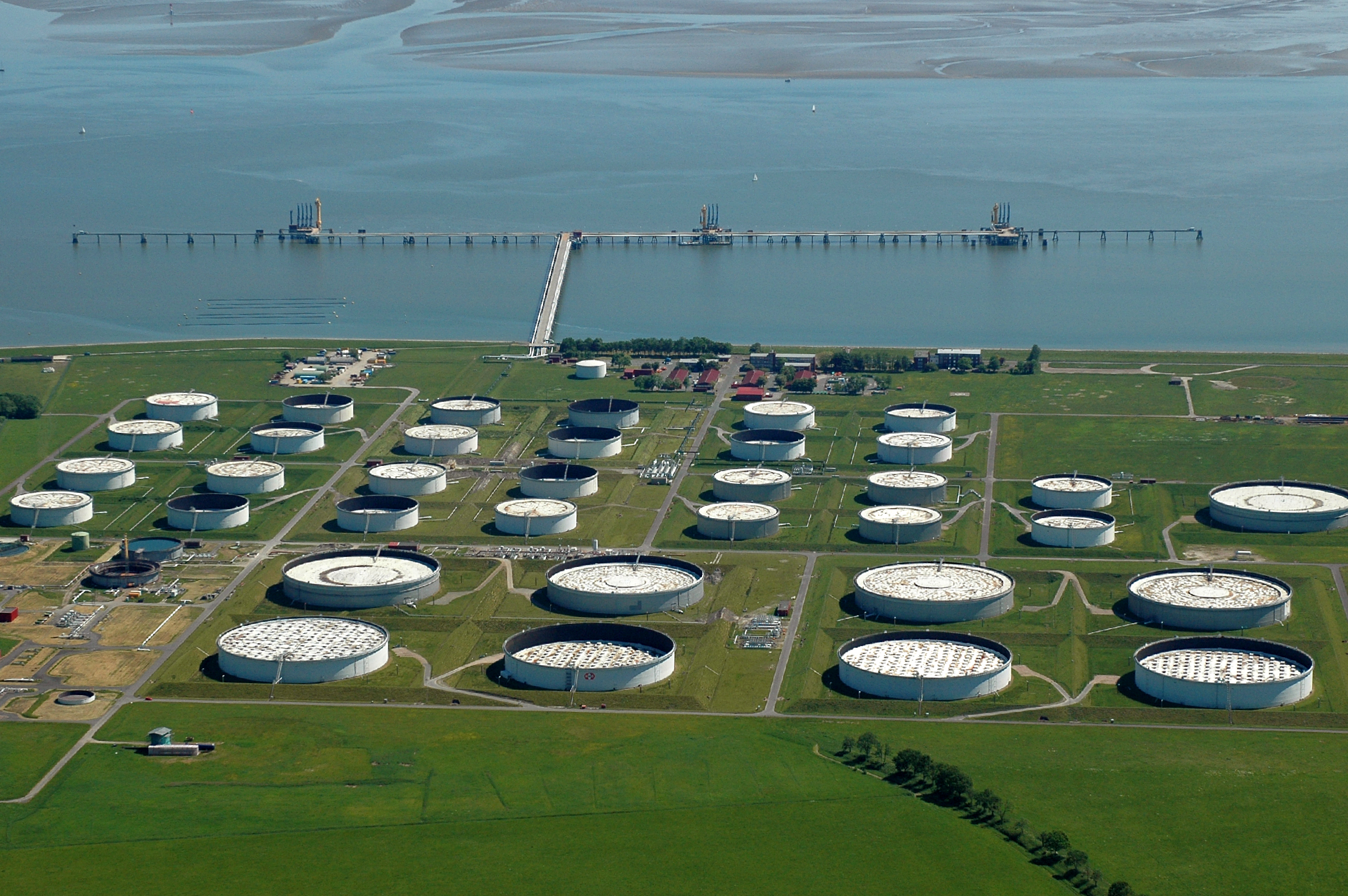
Das Mineralöltanklager aus der Vogelperspektive (Mai 2012)

Die Nord-West Oelleitung GmbH (NWO) in Wilhelmshaven wurde im November 1956 gegründet, um die Nord-West-Oelleitung als erste Mineralölfernleitung in Europa zu bauen und zu betreiben. Mit dem Bau der Mineralölfernleitung wurde die Rohstoffversorgung mehrerer Mineralölraffinerien im Emsland und im Rhein-Ruhr-Gebiet sichergestellt. Entscheidend für die Standortwahl war vor allem der Tiefwasserhafen in Wilhelmshaven, den auch die größten Tanker beladen anlaufen können.
Die NWO ist Deutschlands Knotenpunkt für Umschlag, Lagerung und Durchleitung von Mineralöl. Mehr als 1 Milliarde Tonnen Mineralöl wurden seit Inbetriebnahme der Anlagen am 29. November 1958 mit über 19.000 Tankern umgeschlagen. Im Jahr 2020 wurden 18,2 Millionen Tonnen Mineralöl umgeschlagen, die von 236 Tankern angeliefert wurden.
Zu den Betriebsanlagen gehören im Wesentlichen die Tankerlöschbrücke zum Löschen der Tanker, das Tanklager auf dem Betriebsgelände zum Zwischenlagern des Mineralöls und die Mineralöl-Fernleitungen mit allen dazugehörigen technischen Einrichtungen.
Im Jahr 2022 kamen 39,5 % des angelieferten Mineralöls aus Europa, gefolgt von 37,5 % aus Nordamerika/Südamerika. Aus den Ländern der ehemaligen Sowjetunion wurden 9,9 %, aus Afrika 7,9 % und aus dem Nahen Osten wurden 4,9 % importiert.
Seit Aufnahme des Betriebes im November 1958 entwickelte sich der neu gebaute Ölhafen Wilhelmshaven zu dem bedeutendsten Mineralölimporthafen der Bundesrepublik.
Die NWO ist Teilnehmer am BIL-Portal und bildet Leitungsauskünfte über das durch die Genossenschaft betriebene bundesweite Informationssystem für Leitungsrecherche (BIL) ab.

## Gesellschafter
- Shell Deutschland Oil GmbH, Hamburg 20,40 %
- Holborn Europa Raffinerie GmbH (HER, siehe Tamoil), Hamburg 20,27 %
- Ruhr Oel GmbH, Gelsenkirchen 33,69 %
- BP Europa SE, Bochum 25,64 %

## Pipeline-Verbindungen

Jade-Wesermündung mit Pipelines

### Nord-West Oelleitung
- Aufgabe: Versorgung von vier Raffinerien (BP Lingen in Lingen, Ruhr Oel / BP Gelsenkirchen in Gelsenkirchen-Scholven, Gelsenkirchen-Horst und die Rheinland Raffinerie in Wesseling)
- Strecke: Wilhelmshaven – Wesseling
- Länge: 391 km
- Durchmesser: 71 cm
- Kapazität: ca. 16,3 Mio. Tonnen Mineralöl pro Jahr

### Norddeutsche Oelleitung
Im Ölhafen Wilhelmshaven beginnt ebenfalls die Norddeutsche Oelleitung, die von NWO betrieben wird. Die Nord-West Oelleitung GmbH ist die Betriebsführungsgesellschaft für diese Leitung.
- Aufgabe: Versorgung der Holborn Europa Raffinerie in Hamburg-Harburg
- Strecke: Wilhelmshaven – Hamburg
- Länge: 142 km
- Durchmesser: 56 cm

### Weitere Betriebsanlagen
Die Anlagen der Nord-West Oelleitung GmbH sind an drei Kavernenanlagen der strategischen Rohölreserve in Wilhelmshaven-Rüstringen, Etzel und Ochtrup angebunden. Die Kavernenanlagen sind unterirdische Vorratslager in Salzstöcken, die in rund 900 bis 1700 Metern Tiefe mit (See-)Wasser ausgespült wurden.

## Weitere Betriebsanlagen
Das Betriebsgelände in Wilhelmshaven hat eine Gesamtfläche von 170 Hektar.

### Tanklager
Das Tanklager hat ein Gesamtfassungsvermögen von 1,6 Mio. m³:
- 26 Schwimmdach-Tanks mit je 30.000 m³ Fassungsvermögen.
- 9 Schwimmdach-Tanks mit je 100.000 m³ Fassungsvermögen

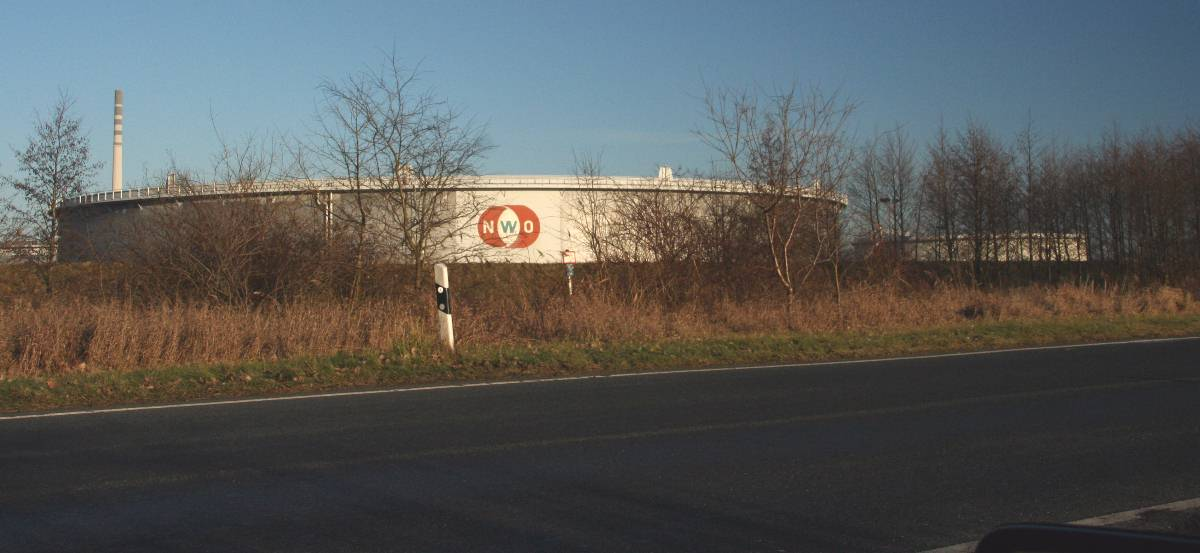
Teilansicht des Tanklagers der NWO, im Bild ein 100.000-m³-Tank mit NWO-Logo
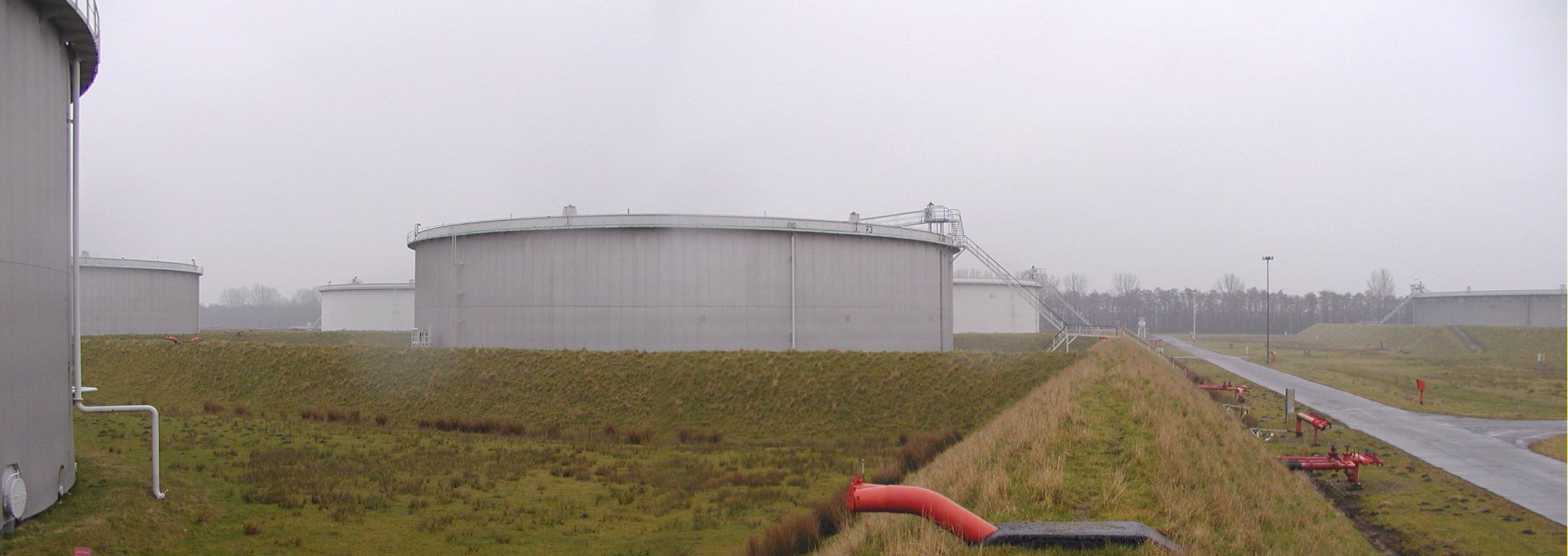
Jeder Tank ist von einem Deich umgeben, der den gesamten Tankinhalt zurückhalten kann

### Hafenanlagen, Tankerlöschbrücke
- Löschbrücke, bestehend aus

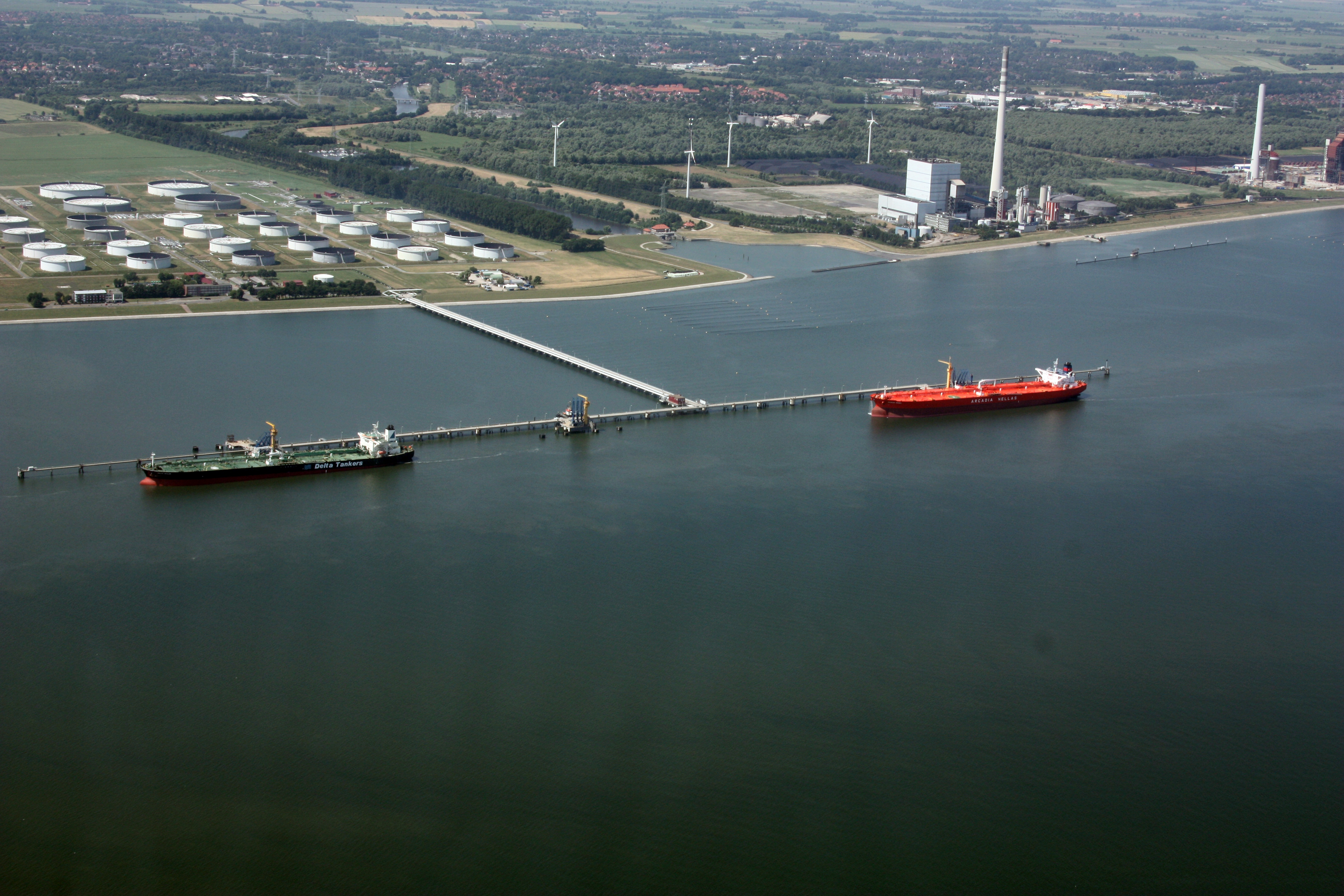
NWO-Löschbrücke mit zwei Tankern und in der Mitte einem freien Löschkopf

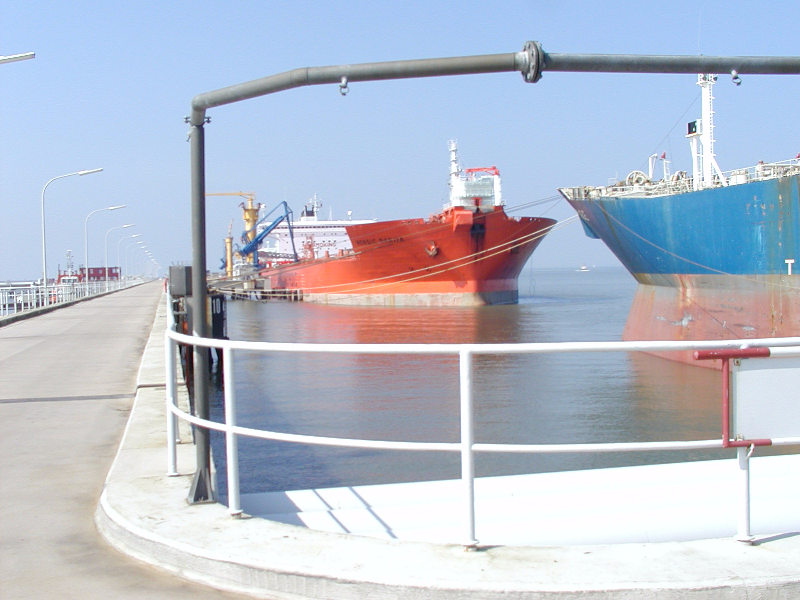
Tankerlöschbrücke der NWO

  - einer Zufahrtsbrücke, die ostwärts 670 m weit in den Fahrwasser-Rand reicht
  - einem nord-südlich verlaufenden Querteil von etwa 1200 m Länge, an dem die Löschköpfe liegen
- heute drei Löschköpfe (s. u. bei Geschichte)
- Tankergrößen bis 260.000 tdw.
- teilbeladen a. A. bis 350.000 tdw.

### Fernsteuerzentrale
Die komplette Leitung wird von einer Fernsteuerzentrale auf dem Wilhelmshavener Gelände ferngesteuert und -überwacht. Auf sämtliche Schieber und Sensoren kann von dort zugegriffen werden. Zwei Dispatcher sind zum einen für das Tanklager inkl. Löschbrücke und zum anderen für die Fernleitungen und ihre Installationen zuständig.
Grundlage für den Betrieb ist der Pumpplan, also welche Mineralölbatche in welcher Reihenfolge an welche Abnehmer entlang der Pipeline geschickt werden. Die Batche werden ohne Trennmolch direkt hintereinander versendet. Die Abnehmer haben oft dringenden Bedarf an speziellen Chargen und es gilt, alle gerecht zu beliefern. Daher wird einiges an Optimierungsarbeit geleistet.

### Pumpstationen
Für die NWO-Leitung gibt es drei Pumpstationen: in Wilhelmshaven selbst (mit vier Pumpen von bis zu 3,2 MW Leistung, alle anderen nur mit zwei Pumpen), in Ostenwalde und in Ochtrup. Früher gab es noch eine vierte, und zwar in der Betriebsstätte Mülheim/Ruhr (s. u.). Der maximal erreichbare Druck (direkt hinter der ersten Pumpstation) erreicht 65 bar.
Das Öl fließt dann mit ca. 3 bis 5 km/h durch die Leitung, also etwa Fußgängergeschwindigkeit. Das hört sich sehr langsam an, wird aber permanent, rund um die Uhr erreicht und führt zu annehmbaren Transferzeiten.

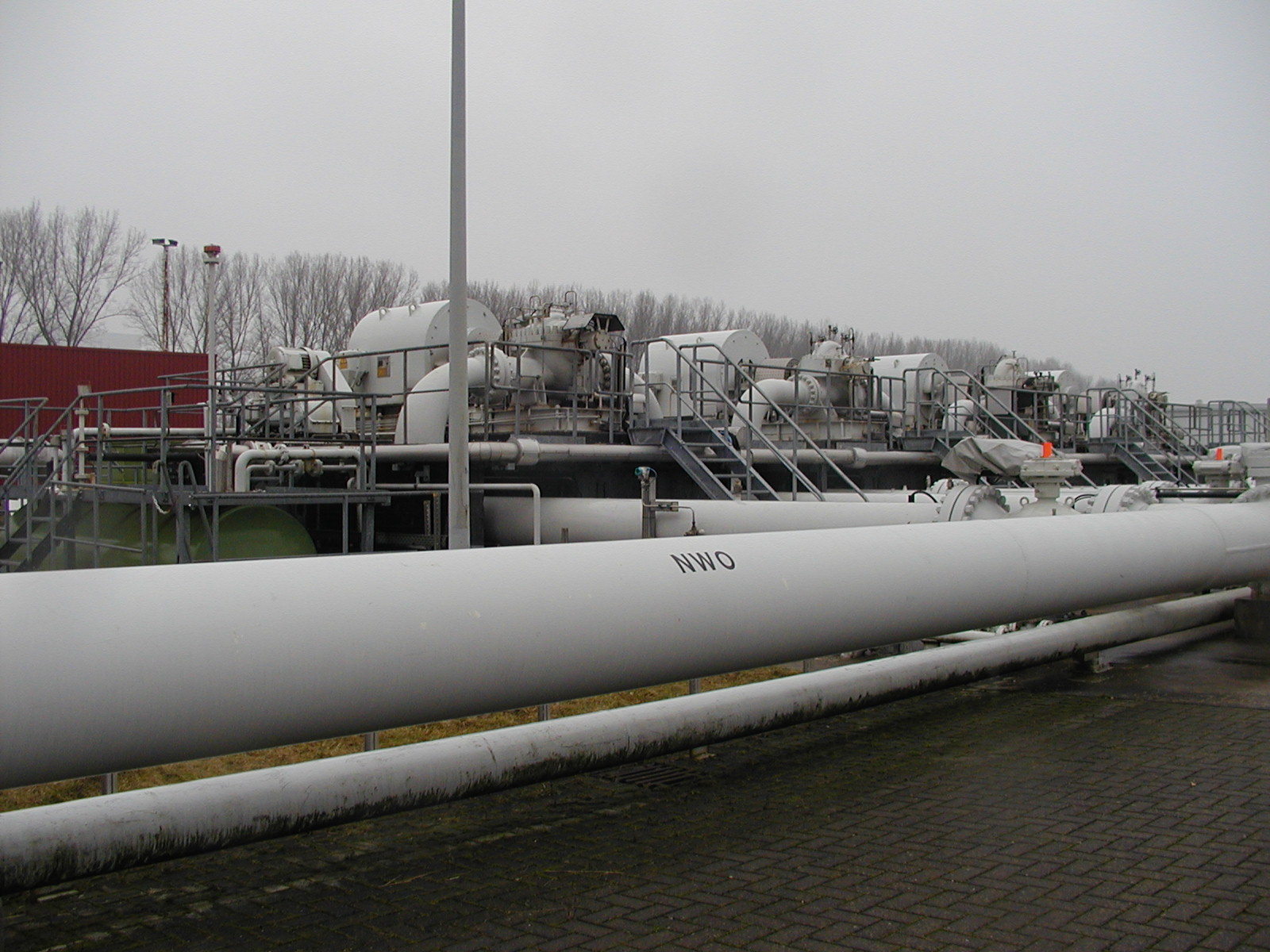
NWO-Pumpstation mit vier Aggregaten
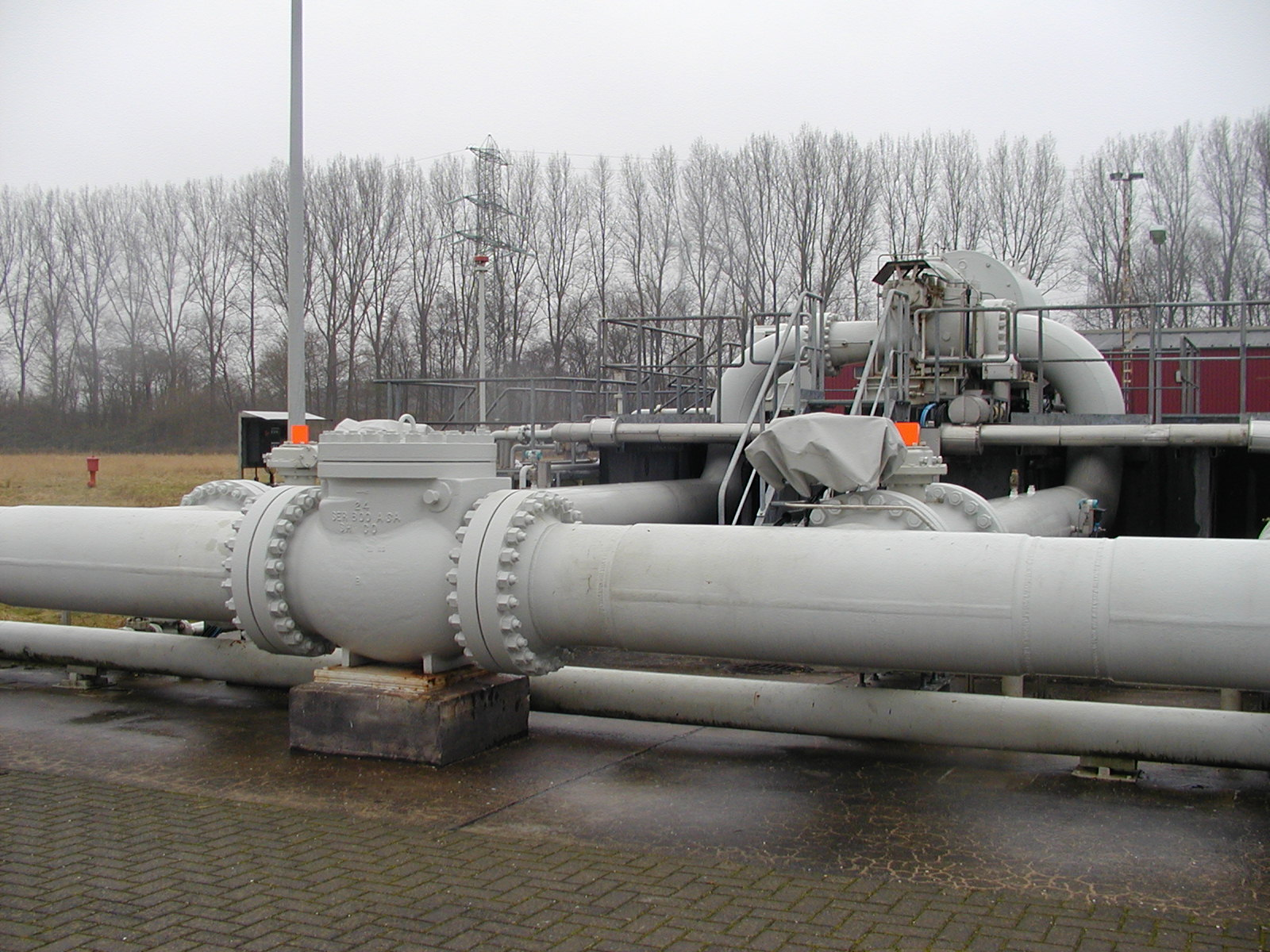
Einer der Pumpenzweige
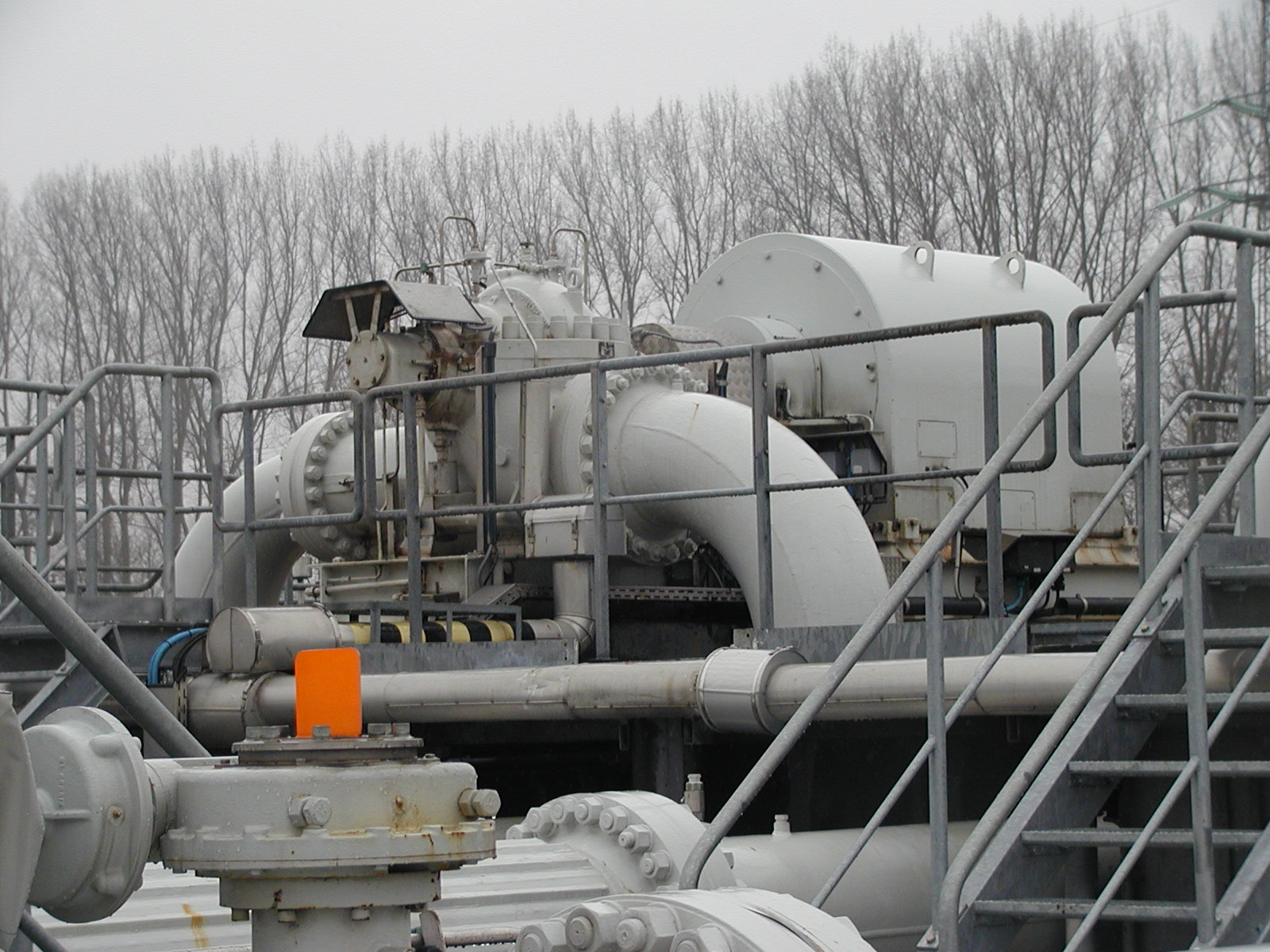
Eine Pumpe mit Kreiselpumpe und Antriebsmotor

### Betriebsstätte Mülheim
Auf dem Gelände der ehemaligen Pumpstation Mülheim gibt es eine weitere Betriebsstätte. Von hier aus wird der Südabschnitt der NWO-Fernleitung betreut.

## Geschichte
- 1956 – Gründung der Firma
- 1958 – Betriebsbeginn mit drei Löschköpfen und einer einzigen Pumpstation (in Wilhelmshaven)
- 1961 – höchster Stand der Beschäftigtenzahl: 230
- 1963 – Inbetriebnahme der Pumpstation in Ostenwalde
- 1966 – Inbetriebnahme der letzten (vierten) Pumpstation in Mülheim
- 1971 – Inbetriebnahme des vierten Löschkopfs
- 1973 – Inbetriebnahme der parallel verlegten 40-Zoll-Leitung bis Hünxe, die wegen des gestiegenen Kapazitätsbedarfs gebaut worden war
- 1974 – Der neue Löschkopf 4 wurde bei einer Havarie von einem Tanker beim Anlegen komplett zerstört und wurde in verbesserter Form neu aufgebaut
- 1984 – unter Geschäftsführung von Alfred Kittel (* 1918)[3] Verkauf der 40-Zoll-Leitung ab km 55, wird heute als Gasleitung betrieben
- 1999 – Löschköpfe komplett erneuert, nur noch drei Stück
- 2006 – Feiern zum 50-jährigen Jubiläum, bisher 850 Mio. Tonnen Mineralöl Durchsatz, noch 142 Beschäftigte
- 2014 – Feier Umschlag 1 milliardste Tonne

## Zwischenfälle
- 1964 im Emsland[4]

- Am 3. Oktober 1966 riss die Pipeline im Dämmer Wald bei Schermbeck und tausende Liter Mineralöl flossen in den Wald. Nach tagelangem Einsatz konnte das Öl von der Lippe ferngehalten werden.[5]

- Am 5. Dezember 1972 strömten durch ein Leck der NWO-Pipeline, auf dem Gelände der Pumpstation bei Ochtrup etwa 1000 Kubikmeter Rohöl aus.[6]

- Am 18. November 1973 Pipeline-Bruch bei Dinslaken, ca. 60.000 Liter Rohöl flossen in den Rotbach und anliegende Böden. 150 Feuerwehrleute errichteten Ölsperren und saugten das Öl ab.[7]